# Dolichoderus doloniger
Dolichoderus doloniger é uma espécie de formiga do gênero Dolichoderus.